# Fernand Siré
Fernand Siré (Sant Llorenç de la Salanca, 31 de març del 1945) és un metge rossellonès (jubilat), alcalde i diputat a l'Assemblea Nacional francesa.

## Biografia
Ha estat alcalde de Sant Llorenç de la Salanca des del 19 de març del 2001 i vicepresident de la Communauté de communes Salanque Méditerrannée (una mancomunitat de serveis supra-municipal) de l'1 de juliol del 2000 a l'1 de juny del 2006.
Es presentà a les eleccions a diputat el 17 de juny del 2007, i entrà a l'Assemblea l'1 d'abril del 2010 en substitució d'Arlette Franco, per la defunció d'aquesta. En l'actualitat (2010) és membre de la Comissió d'afers socials, vicepresident del Grup d'estudis d'Inundacions, riscos naturals i malvestats agrícoles, i membre dels Grups d'Hoteleria, restauració i recreacions, del de Professions de la sanitat i del de Turisme.
El seu fill Cédric Siré (Sant Llorenç de la Salanca, 5 de març del 1974) és un empresari rossellonès que va crear juntament amb Guillaume Multrier l'empresa "Webedia", que ha esdevingut (2015) el primer grup mediàtic en línia a França, amb 835 treballadors en cinc països i una xifra de negocis de 100 milions d'euros.